# Держава (політична партія)
Держава — заборонена проросійська політична партія лівого характеру з України. Виступала за виконання Мінських угод на умовах РФ, зокрема, надання ОРДЛО «особливого статусу», проведення там місцевих виборів та просування «представників» терористичних угруповань ДНР та ЛНР до Верховної ради України. Серед членів партії є колаборанти і українофоби. Це херсонський колабораціоніст Кирило Стремоусов, голова партії Дмитро Василець, член політради партії Вікторія Шилова та член партії Олександр Семченко.

## Опис, історія
Партію було зареєстровано 11 січня 1999 року, вона сформувала коаліцію з Прогресивною соціалістичною партією України проти Помаранчевої революції, її колишня назва — «Русь єдина».
2006 року партія брала участь у виборах до Верховної ради у складі виборчого блоку «Держава-Трудова спілка», набравши 0,14 % голосів. 2006 року партію очолив колишній генпрокурор України мільйонер Геннадій Васильєв. Партія не брала участі у виборах 2002 та 2007 років. 2004 року приєдналася до угоди про створення виборчої коаліції на підтримку Януковича. 2019 року головою став Дмитро Василець.
2022 року діяльність партії призупинено рішенням РНБО України під повномасштабного вторгнення військ РФ до України, заборону її діяльності підтверджено у червні 2022 року.
Програма була наступною:
- “всебічне об'єднання слов'янських народів" як основи для інтернаціоналізму, миру на планеті та гармонійного співіснування”;
- надання російській мові статусу "другої національної" або статусу мови "міжнаціонального спілкування";
- позаблоковість;
- заборона діяльності НКО (некомерційних організацій), що фінансуються з-за кордону;
- виконання міжнародних зобов'язань України і "Мінських угод";
- "заборона" на фінансування державою якоїсь церкви;
- "скасування" закону про декомунізацію;
- "заборона" на вшанування колаборантів та осіб, які співпрацювали з нацистами;
- заборона "продажу" сільськогосподарської української землі у приватну власність;
- "блокування" вступу України в НАТО та ЄС через приведення Конституції України у відповідність до основних документів, “Актом про проголошення незалежності” та “Декларації про державний суверенітет”;
- повернення вертикалі в правоохоронних органах шляхом ліквідації структур, які організовані закордонними фондами і країнами (НАБУ, НАЗК, САП, АРМА, Спеціальний Антикорупційний суд);
- "перехід" на планову економіку тощо.[6]